# La Revue des arts
 (signalé en août 2025).
Si vous disposez d'ouvrages ou d'articles de référence ou si vous connaissez des sites web de qualité traitant du thème abordé ici, merci de compléter l'article en donnant les références utiles à sa vérifiabilité et en les liant à la section « Notes et références ».
- Archive Wikiwix
- Bing
- Cairn
- DuckDuckGo
- E. Universalis
- Gallica
- Google
- G. Books
- G. News
- G. Scholar
- Persée
- Qwant
- (zh) Baidu
- (ru) Yandex
- (wd) trouver des œuvres sur Wikidata

La Revue des arts est la première dénomination de l'actuelle La Revue des musées de France, Revue du Louvre.

## Présentation
La Revue des arts est créée en 1951, sous les auspices du Conseil des musées nationaux.
Le comité de direction est composé de Jacques Jaujard (président), Marcel Aubert, Julien Cain, Germain Bazin, Jean Cassou, André Chastel, David David-Weill, Albert S. Henraux, René Huyghe, Jean Charles Moreux, Charles Peignot, Charles Picard (archéologue), Georges Salles, Pierre Verlet et Jean Verrier. Jean Charbonneaux en est rédacteur en chef et Germaine Cart secrétaire de la rédaction.

## Contenu
Le sommaire est composé de deux parties :
- des articles de fond rédigés par des spécialistes : analyse d'œuvre, point de vue, exposé critique (75 % environ de la revue) ;
- une chronique de la vie muséale : acquisitions, nouvelles présentations, expositions… (25 % environ de la revue).

## Descriptif
Quatre numéros sortent par an. La pagination est continue, elle contient de nombreuses illustrations noir et blanc, et une planche couleur hors texte. Quelques encarts publicitaires ne sont pas paginés.
En 1951, le prix de vente de cette revue luxueuse est de 500 Fr le numéro et de 1 600 Fr pour l'abonnement en France.